# Possessed
Possessed je američki death metal-sastav, osnovan 1983. godine. Zbog intenzivno brzog sviranja, i growl vokala pjevača Jeffa Becerra, često ih se smatra prvim sastavom death metal žanra, te onima koji su otvorili tkzv. thrash metal scenu Bay Area, zajedno sa sastavima Metallica, Exodus, Testament i Death Angel. U sastavu je svirao gitarist Larry LaLonde, koji ju je svirao u sastavu od 1984. do 1987. godine, a kasnije se pridružio sastavu Primus.
Nakon što su se raspali 1987. godine, te ponovno oformili od 1990. do 1993. godine, sastav se za stalno okupio 2007. godine, ovaj put s prvobitnim basistom i pjevačom Jeffom Becerraom. Do danas su objavili tri studijska albuma, jedan album uživo, dva kompilacijska albuma i dva EP-a.

## Diskografija

### Studijski albumi
- Seven Churches (1985.)
- Beyond the Gates (1986.)
- Revelations of Oblivion (2019.)

### Koncertni albumi
- Agony in Paradise (2004.)

### EP-ovi
- The Eyes of Horror (1987.)
- Ashes from Hell (2006.)
- Shadowcult (2019.)

Kompilacije
- Metal Massacre VI (1985.)
- Victims of Death (1992.)
- Resurrection (2003.)